# MEPIS
 (novembre 2015).
MEPIS était une distribution GNU/Linux créée par Warren Woodford en novembre 2002 et s'appuyant sur la distribution Debian.
Le manuel de MEPIS recommande 512 Mo de mémoire vive et un Pentium 4 pour une bonne expérience de SimplyMEPIS 11.0 (sortie le 5 mai 2011).
Mepis proposait des paquetages spécifiques intégrant les dernières versions des logiciels les plus populaires, ainsi que des assistants de configuration graphiques.
MEPIS était une distribution sur « Live CD » (un Live DVD de fait désormais) : elle ne nécessitait pas d'installation pour que l'on puisse l'utiliser. Cependant, même si elle pouvait être utilisée à partir du DVD-ROM, comme la distribution Knoppix, MEPIS était destinée à une installation sur le disque dur de l'ordinateur. L'utilisation en Live permet de vérifier le bon fonctionnement des périphériques et offre une interface d'installation simple, conviviale.
MEPIS détecte le matériel au démarrage et utilise par défaut l'environnement KDE.
La distribution ne tient plus sur un CD-ROM, il faut un DVD ou une clé USB. Il a été possible de commander un CD, ou un DVD, ou un abonnement de téléchargement valable 6 mois ou un an.
Elle tire sa base de la Debian stable mais des paquets plus récents avaient été adaptés par Warren Woodford et la communauté à sa sortie.
Toutes les versions sont disponibles en 32 bits et 64 bits.

## Spécificités de MEPIS
Les spécificités de MEPIS (par rapport aux distributions similaires visant à la simplicité) du côté utilisateur :
- la stabilité éprouvée : grâce à sa base Debian ;
- la légèreté relative : KDE est tout de même un environnement sophistiqué, mais l'implémentation qu'en propose MEPIS est peu gourmande en mémoire vive comme en puissance processeur, permettant de l'utiliser sur un PC déjà ancien sans problème ;
- la modularité : même si l'installation de base est orientée « desktop », la modularité de Debian se retrouve ici et permet l'utilisation de cette distribution comme serveur de fichiers, serveur web, passerelle-firewall, NAS multimédia, etc.
- la richesse : toujours grâce à ses fondations dans Debian, le nombre de paquets installables (que ce soit via les dépôts ou sous forme de deb) est immense, le plus grand sans doute parmi les distributions modernes ;
- la simplicité : plusieurs assistants spécifiques aident le débutant à la mise en place du réseau, au paramétrage du système, à la gestion des utilisateurs. De même l'interface de base est plutôt épurée, sa simplicité permet de s'y retrouver rapidement ; le bureau par défaut de la version 11 sous KDE Software Compilation 4 ressemble à s'y méprendre à celle d'un bureau KDE 3.5 pour ne pas en perturber la prise en main avec des fonctions avancées qu'il sera toujours temps de découvrir au fur et à mesure.

Trois catégories de dépôts sont utilisables : ceux de Debian stable, ceux de MEPIS officiels, et ceux des contributeurs à MEPIS. Tous les bureaux alternatifs (Fluxbox, IceWM, etc.) sont installables.

## Logiciels inclus d'origine
MEPIS contient un ensemble complet de logiciels pour toutes les utilisations familiales d'un PC multimédia :
- la bureautique avec en particulier les dernières versions de la suite bureautique libre LibreOffice, un agenda (Kontact) ;
- le navigateur multi-plates-formes Firefox, le courrielleur KMail, un lecteur de flux RSS (Akregator), Pidgin (logiciel de messagerie multi-plates-formes et multi-protocoles), Skype ;
- Amarok, logiciel comparable à Winamp, pour lire et organiser sa bibliothèque audio ;
- les lecteurs multimédia Kaffeine, MPlayer et VLC ;
- un module spécifique de gestion des combinés imprimante-scanner HP (HPLIP) ;
- un logiciel de gravure très performant (K3b) ;
- la gestion de SAMBA (partage de fichiers avec des ordinateurs Windows en réseau) et du Bluetooth.

## Historique
En avril 2010 est présentée la version 8.5 pour clé USB embarquant les logiciels Amarok, digiKam, FileZilla, GIMP, KMyMoney, KTorrent, luckyBackup, OpenOffice.org Base, OpenOffice.org Calc et SCIM ; les localisations chinoise, française, allemande et espagnole ainsi que des polices permettant un meilleur support out of the box pour l'arabe, le chinois, le japonais et le coréen.